# Kokuriko-zaka kara
Kokuriko-zaka kara (jap. コクリコ坂から) – manga napisana przez Tetsurō Sayamę i zilustrowana przez Chizuru Takahashi, publikowana na łamach magazynu „Nakayoshi” wydawnictwa Kōdansha od grudnia 1979 do lipca 1980.
W 2011 roku seria została zaadaptowana na film anime pod tytułem Makowe wzgórze, zanimowany przez Studio Ghibli i wyreżyserowany przez Gorō Miyazakiego.

## Fabuła
Akcja mangi rozgrywa się pod koniec lat 60. w Jokohamie w Japonii; film Ghibli jest osadzony w 1963 roku. Główna bohaterka, Umi Komatsuzaki, jest licealistką, która musi szybko dorosnąć, po tym jak jej ojciec zaginął.

## Manga
Seria była publikowana w magazynie „Nakayoshi” wydawnictwa Kōdansha od grudnia 1979 do lipca 1980. Jej rozdziały zostały zebrane w dwóch tankōbonach, wydanych 3 września i 3 grudnia 1980 pod imprintem KC Nakayoshi.
| Nr | Data wydania (język japoński) | ISBN (język japoński)  |
| -- | ----------------------------- | ---------------------- |
| 1  | 3 września 1980               | ISBN 978-4-06-108363-9 |
| 2  | 3 grudnia 1980                | ISBN 978-4-06-108369-1 |

## Film anime
15 grudnia 2010 Studio Ghibli ogłosiło, że zaadaptuje mangę na film anime, którego premiera została zaplanowana na lato 2011 roku. W skład zespołu pracującego nad filmem weszli Gorō Miyazaki jako reżyser, Hayao Miyazaki i Keiko Niwa jako autorzy scenariusza oraz Satoshi Takebe jako kompozytor muzyki.
Aoi Teshima, która wcieliła się w rolę Theru i zaśpiewała piosenkę przewodnią w filmie Ghibli z 2006 roku Opowieści z Ziemiomorza, wykonała również utwór przewodni do tego filmu. Rolę producenta filmu pełnił Toshio Suzuki.
W adaptacji filmowej nazwisko Umi zostało skrócone do Matsuzaki.